# Paula Jones
Paula Corbin Jones (Lonoke, 14 ottobre 1966) è una funzionaria statunitense.

## Biografia
Paula diventò celebre per la causa civile per danni intentata contro l'allora presidente degli Stati Uniti d'America Bill Clinton. La causa fu per le presunte molestie sessuali subite l'8 maggio 1991, quando l'allora Bill Clinton era governatore dell'Arkansas. Il tribunale stabilì che i comportamenti del governatore non costituirono violenza sessuale. Il processo determinò pesanti conseguenze sulla vita privata di Paula Jones, che divorziò dal marito ed ebbe gravi problemi economici.
Durante la sua deposizione nel caso Paula Jones, il 17 gennaio 1998, Bill Clinton negò di avere avuto rapporti sessuali con un'altra dipendente pubblica, Monica Lewinsky, ma ha ammesso di aver avuto rapporti sessuali con un'altra impiegata dello Stato dell'Arkansas, Gennifer Flowers. La sua dichiarazione su Lewinsky venne utilizzata dal procuratore Ken Starr come capo d'accusa nei confronti del presidente degli Stati Uniti, accusato di aver mentito sotto giuramento. Clinton concluse un accordo extragiudiziale e pagò alla Jones 850 000 dollari per chiudere il caso.
Dopo il processo la Jones posò nuda per la rivista Penthouse per poter pagare le tasse e garantire un'istruzione ai suoi due figli.